# Gjesdal
Gjesdal est une kommune de Norvège. Elle est située dans le comté de Rogaland.